# Río Tapacarí
Río Tapacarí är ett vattendrag i Bolivia.   Det ligger i departementet Cochabamba, i den centrala delen av landet, 190 km nordväst om huvudstaden Sucre.
Omgivningen kring Río Tapacarí är i huvudsak ett öppet busklandskap. Området är ganska glesbefolkat, med 26 invånare per kvadratkilometer.